# Station Cegłów
Station Cegłów is een spoorwegstation in de Poolse plaats Cegłów.